# Kutry torpedowe typu G-5
G-5 (pełne oznaczenie CAGI-GANT-5) – typ radzieckich lekkich kutrów torpedowych z okresu międzywojennego i II wojny światowej, opracowany w biurze konstrukcyjnym Tupolewa.

## Historia
Lekki kuter torpedowy typu G-5 został opracowany pod koniec lat dwudziestych XX wieku w biurze konstrukcyjnym CAGI, pod kierunkiem gen. Andrieja Tupolewa, znanego konstruktora samolotów pasażerskich i bombowych. Konstrukcja kutra wykorzystywała technologie i elementy zaczerpnięte z konstrukcji samolotów, jak wykorzystanie duraluminium jako materiału konstrukcyjnego, lotnicze silniki spalinowe dużej mocy i zwrócenie uwagi na aerodynamikę. Kształt kadłuba kutra przypominał pływak wodnosamolotu.
Generalny układ konstrukcyjny kutra był wzorowany na brytyjskich kutrach typu CMB z czasów I wojny światowej, z torpedami zrzucanymi ze zrzutni w kierunku rufy. Jako pierwszy skonstruowano w 1927 kuter o oznaczeniu ANT-3 i nazwie „Pierweniec”. Jednostka ta była uzbrojona tylko w jedną torpedę kaliber 450 mm i dwa karabiny maszynowe. Wyniki prób wskazały na potrzebę skonstruowania nieco większego okrętu, o silniejszym uzbrojeniu. W 1928 zespół CAGI skonstruował powiększony kuter ANT-4, uzbrojony w dwie torpedy kaliber 450 mm i jeden karabin maszynowy. W 1929 podjęto niewielką produkcję seryjną kutrów ANT-4, pod oznaczeniem Sz-4.
Ponieważ torpedy kalibru 450 mm były bronią przestarzałą i o małej mocy, zespół CAGI opracował w 1930 kolejny, nieco powiększony kuter, oznaczony G-5. Zachowując ogólne cechy ANT-4, był on uzbrojony w dwie torpedy kaliber 533 mm i karabin maszynowy. Mogły one również alternatywnie zabierać cztery bomby głębinowe lub trzy miny morskie. Do produkcji okręt został skierowany w 1930 roku.
W latach 1933–1937 zbudowano 176 kutrów, dalsze okręty budowano do 1944. Kuter G-5 był w latach czterdziestych jedną z najszybszych jednostek tej klasy na świecie.

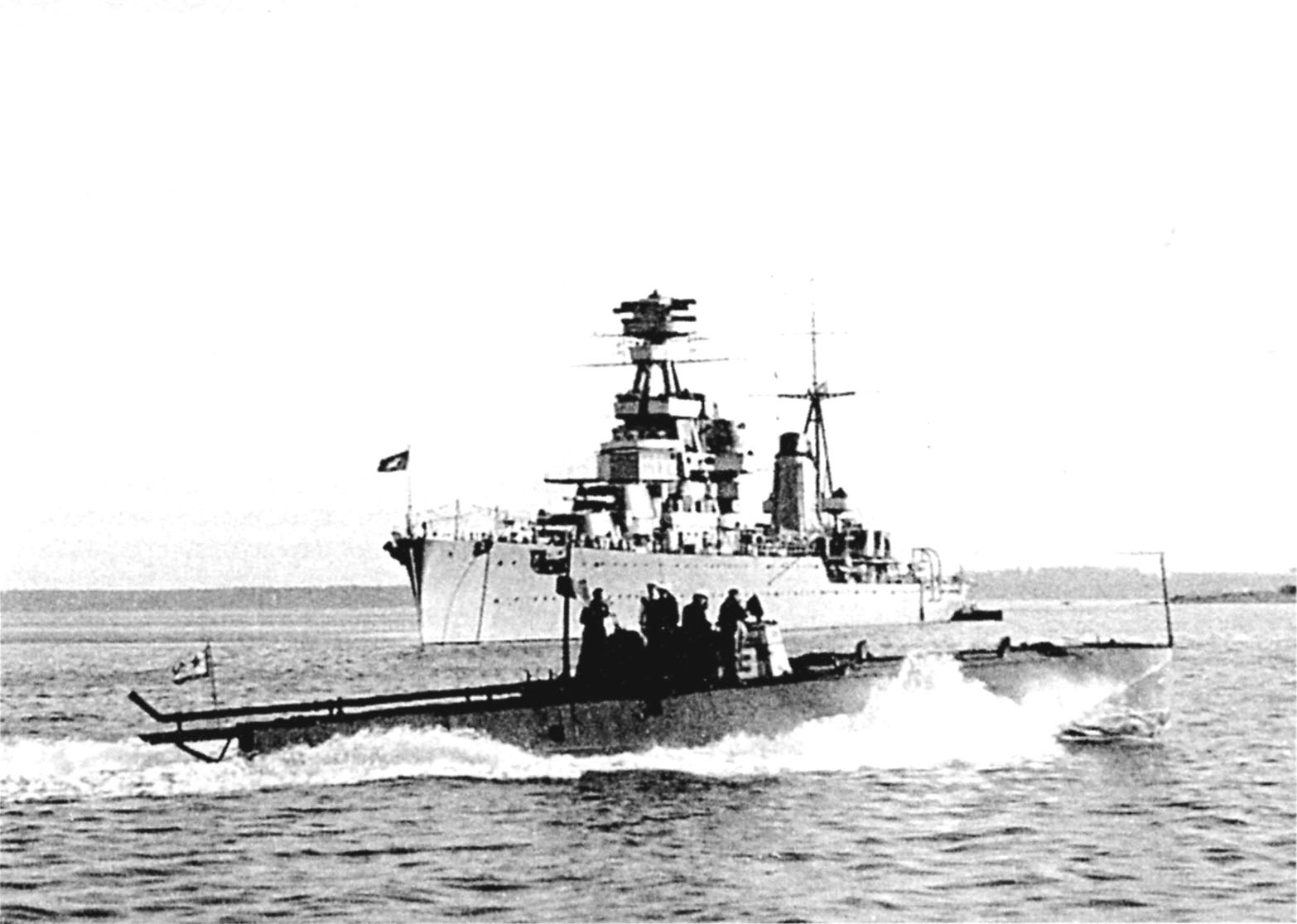
Kuter typu G-5 w 1940, w tle krążownik „Kirow”

Kutry G-5 były produkowane w kilku seriach. Zmianie ulegał m.in. kształt nadbudówki oraz uzbrojenie strzeleckie. Wczesne serie uzbrojone były w 1, następnie 2 lotnicze karabiny maszynowe typu DA, a następnie SzKAS kalibru 7,62 mm na stanowiskach z tyłu nadbudówki oraz na dziobie. Późniejsze serie miały jeden lub dwa wielkokalibrowe karabiny maszynowe DSzK kal. 12,7 mm. W niektórych późnych seriach drugie stanowisko strzeleckie, oprócz stanowiska na nadbudówce, umieszczano na rufie, nad zrzutniami torped. Na niektórych seriach Floty Czarnomorskiej od 1944 roku montowane były wyrzutnie niekierowanych pocisków rakietowych 82 mm (popularne „katiusze”) – według części źródeł, zamiast wyrzutni torped.

## Służba
G-5 był najbardziej masowo budowanym radzieckim małym okrętem. Łącznie bowiem w latach 1934–1944 wyprodukowano ponad 200 takich kutrów torpedowych w kilku wersjach (według części źródeł 329 lub ok. 253 przed wojną i 39 podczas wojny). Kutry tego typu używane były we wszystkich flotach radzieckiej marynarki wojennej w czasie II wojny światowej (Flotach: Bałtyckiej, Czarnomorskiej, Północnej i Oceanu Spokojnego).
Cztery kutry zostały sprzedane do republikańskiej Hiszpanii w 1937, podczas hiszpańskiej wojny domowej i nazwane No. 11, No. 21, No. 31 i No. 41. Kutry No. 31 i No. 41 zostały zniszczone przez lotnictwo w 1937 i 1939 roku.
Kutry TK-141 i TK-51 zostały zdobyte przez Finów w 1941 roku i używane w marynarce fińskiej jako „Vihuri” i „Viima”. W 1944 oba zostały zwrócone ZSRR.
Po wojnie znalazły się w uzbrojeniu flot niektórych sojuszników ZSRR. W składzie floty KRLD wzięły udział w wojnie koreańskiej.